# Медаль «Участнику войны. 1918—1921»
Памятная медаль «Участнику войны. 1918—1921» (пол. Medal pamiatkowy za Wojne 1918-1921) — государственная награда Польской Республики.

## История
Была учреждена в соответствии с правительственным декретом от 21 сентября 1928 года для награждения военных и гражданских лиц, принимавших участие в борьбе за независимость и территориальную целостность Польши в период с 1 ноября 1918 года по 18 марта 1921 года.

## Положение
Для награждения медалью устанавливался срок пребывания в Действующей армии:
- для военнослужащих, находившихся на передовой в составе регулярных войск и принимавших активное участие в боевых действиях — не менее трёх месяцев;
- для военнослужащих, не принимавших участия в боевых действиях — пять месяцев.

Для добровольцев срок пребывания на передовой исчислялся с 3 июля 1920 года и был равен двум месяцам.

Для участников войны, получивших ранения, увечья или контузии в период с 1 ноября 1918 года по 18 марта 1921 года, срок пребывания на передовой не устанавливался.
Медалью награждались и гражданские лица, оказывавшие помощь армии, а также — иностранцы.
Медаль погибших или умерших от ран солдат вручалась родственникам и хранилась как память.

## Описание
Медаль круглая диаметром 35 мм, изготавливалась из бронзы.
На лицевой стороне медали помещено рельефное изображение коронованного орла. На груди орла — знак военного ордена «Виртути милитари». По обе стороны от орла, над лапами, даты: «1918» и «1921».
На оборотной стороне медали в центре надпись в три строки: «POLSKA SWEMU OBROŃCY» (Польша — своему защитнику). По окружности — венок из дубовых ветвей, перевитый в нижней части лентой.
Медаль с обеих сторон окаймлена бортиком.
Изображения и надписи на медали рельефные.
В верхней части медали имеется ушко с кольцом, с помощью которого она соединяется с лентой.
Лента медали шёлковая муаровая шириной 37 мм. Вдоль середины ленты проходит широкая полоса синего цвета. По обе стороны от неё — чередующиеся полосы чёрного, белого, тёмно-красного (кларет), белого и синего цветов.